# Каллихт
(Сомик)-каллихт (лат. Callichthys callichthys) — вид лучепёрых рыб из семейства панцирных сомов, аквариумная рыба.

## Внешний вид
Длина тела до 15 см. Тело вытянуто в длину, немного уплощено с боков, бока покрыты двумя рядами костных пластинок, каллихт имеет три пары усов: две пары на верхней челюсти и одна на нижней, тело от светло-серого до оливкового цвета, покрыто тёмными пятнами, самец имеет более яркую окраску.

## Содержание
Аквариум от 100 л, грунт мелкий, желательно без острых краёв, еженедельные подмены воды, dH до 30°, рН 6—8, температура 18—28 °С, не переносят соли в воде, заглатывают воздух с поверхности воды.
Кормление: наиболее приемлемой пищей для них являются мелкие беспозвоночные (трубочник, мотыль, коретра, циклопы) и донные таблетки для сомов типа «TetraWaferMix» и т. д.

## Место обитания
Северная и центральная часть Южной Америки.